# 恒春空港
恒春空港（こうしゅんくうこう、恆春機場、英語:Hengchun Airport ）は台湾（中華民国）屏東県恒春鎮に位置する空港。通称は五里亭空港。墾丁国家公園の発展の為に建設された。
2014年より民間定期便の発着がなくなったが、国際チャーター便の運行計画、旅客ターミナルの活用などが図られている。

## 歴史
- 1943年（昭和18年）8月、日本統治時代の台湾において、軍用飛行場が建設される。
- 2000年（民国89年）3月 建設開始
- 2003年（民国92年）12月29日 竣工
- 2004年（民国93年）1月12日 開港、年間23,000人が利用した。
- 2014年（民国103年）9月より定期便は無期限運休となっており、空港の廃止も検討された[3]。
- 2019年（民国108年）5月、無期限運休していたユニー航空による台北松山への路線が、正式に廃止された[4]。

## 就航航空会社と就航都市
台北松山機場